# الویشن پیکچرز
الویشن پیکچرز یک شرکت توزیع و تولید فیلم کانادایی است. این شرکت در سال ۲۰۱۳ توسط لوری می تأسیس شد و نوح سگال نیز یکی از مدیران آن است.  این شرکت اولین حضور خود را در جشنواره بین‌المللی فیلم تورنتو ۲۰۱۳ تجربه کرد. 
الویشن پیکچرز از زمان آغاز به کار خود در اواخر سال ۲۰۱۳ به توزیع‌کننده مستقل پیشرو در کانادا تبدیل شده است و فیلم‌های تحسین‌شده توسط منتقدان و فیلم‌های موفق تجاری را منتشر می‌کند.  این شرکت فیلم‌های برنده جایزه مانند بازی تقلید ، مهتاب ، اتاق و فرار و فیلم‌های پرفروشی مانند شیادان و گشت پنجه‌ای: فیلم را تولید کرده است. 

## تولیدات
| سال فیلم | عنوان فیلم         | وضعیت     |
| -------- | ------------------ | --------- |
| 2019     | زن آمریکایی        |           |
| 2019     | اعمال تصادفی خشونت |           |
| 2020     | سرگوش              |           |
| 2020     | خروج فرانسه        |           |
| 2021     | مبادله             |           |
| 2022     | آليس عزيزم         |           |
| 2023     | موش در             |           |
| 2023     | لامبه بی نهایت     |           |
| 2023     | یک فرد خوب         |           |
| 2023     | شناور              |           |
| 2024     | دختر فرانسوی       |           |
| TBD      | آرزوی شکار         | پیش تولید |